# Selenia minima
Selenia minima är en fjärilsart som beskrevs av Embrik Strand 1901. Selenia minima ingår i släktet Selenia och familjen mätare. Inga underarter finns listade.